# PD대정령
PD대정령(본명: 김대현, 1990년~)은 대한민국의 숲 BJ로 활동하고 있다.

## 방송
원래 꿈은 방송과 거리가 멀었으나 친구가 아프리카TV를 추천해서 흥미를 느꼈고 마침 마술 방송이 없는 것을 발견하고 마술 실력을 키울 겸 2008년 11월 BJ아킬레스라는 별명으로 아프리카TV를 시작했다. 당시 얼굴을 공개하지 않고 가면을 쓰고 방송하는데도 인기가 많아 아프리카TV에 마술 카테고리까지 생겼다. 하지만 방송하면서 실수를 많이 하니 새로운 스타일로 다시 시작하고자 다음 tv팟에서 방송할 때 대정령으로 바꿨다.
자신이 즐겨하던 게임 리니지의 몬스터 정령에 대(大)자를 붙인 것이다. 게임방송으로 전향 후 아프리카 TV로 돌아와 본명을 사용하려 했지만 이미 있어서 대정령에 PD를 붙여 PD대정령으로 사용하게 됐다. 한편으론 오타쿠같다는 생각이 종종 들어 별명에 대한 아쉬움을 밝혔다. 이후 마술로는 수익이 부족해 방송홍보용 '마술도 할줄 아는 게임 BJ'라고 쓰고 본격적으로 게임에 집중하기 시작했으며 공중파에 진출하지 못한게 안타깝다.

### 특징
주요 콘텐츠는 '고전게임 공략 방송'이며 재밌어 보이는 게임을 찾으면 도전하지만 재미없으면 끈다. 한 방송을 꾸준히 시청하지 않는 유동인구를 위해 같은 게임을 연속으로 할 때도 있다. 하지만 같은 게임을 하면 시청자들이 '재탕'한다고 안좋아해 요즘은 공략방송을 거의 못 해 아쉬움을 드러내기도 했고 그럴땐 아이작의 구속, 아이 워너 비 더 보시(I Wanna Be the Boshy) 등 게임을 진행한다.

## 대외 활동
2011년 《G맨 게임종결자》, 2014년 《대배틀 The Contender》에서 MC를 맡았다. PD대정령이 방송에 출연할땐 가면을 쓰는게 특징인데 누가 알아볼까 부담스럽고 신비주의를 고수해야 극한의 재미를 끌어올릴수 있기 때문이라 밝혔으며 정규방송이 비교적 더 부담되지만 인터넷 방송보다 더 마음이 편하다했는데 유저들의 피드백이 바로 오지 않기 때문에, 반응을 신경쓰지 않고 방송을 할 수 있기 때문이라고 하며 안타깝게도 공중파(KBS,MBC,SBS) 방송에 나오지 못했으며 강성민과 방송출연을 하지 못했다.

## 수상
| 연도 | 상 이름                | 부문             | 결과 | 출처   |
| ---- | ---------------------- | ---------------- | ---- | ------ |
| 2011 | 아프리카TV 방송대상    | 시청자의 선택    | 수상 | [ 8 ]  |
| 2012 | 아프리카TV 방송대상    | 우수상 게임 부문 | 수상 | [ 9 ]  |
| 2014 | 아프리카TV BJ FESTIVAL | Star BJ 20       | 수상 | [ 10 ] |
| 2015 | 아프리카TV BJ대상      | 대표 BJ 50       | 선정 | [ 11 ] |
| 2016 | 아프리카TV BJ대상      | 대표 BJ 50       | 선정 | [ 12 ] |
| 2017 | 아프리카TV BJ대상      | 종합게임 부문    | 수상 | [ 13 ] |

## 사건
2016년 10월 머독,쥐등의 폭로로 인하여 뒷담화 논란이 터졌다. 아내가 팬아트 일러스트레이터와 뒷담화를 하고 대정령이 여기에 개입하면서 생긴 논란인데, 심지어 대정령이 사과방송 도중 망언 등으로 인해 더욱 악화되었고 사과문을 올리기도했다. 심지어 지인들을 고소하여 거액의 합의금을 뜯어간 사실이 알려졌고, 결국 자신의 이미지에 큰타격을 입게되었다. 시청자들은 대정령에 대한 부정적 인식이 크게 생긴것은 물론 100만명을 앞두고 있던 유튜브 구독자가 대폭 감소하여 이제는 65만명이 되었다. 한편 대정령은 사건 이후 2019년 10월 군복무를 마치고 방송에 복귀하였으며 현재는 류으미와 방송중이다.